# Prybołowicze
Prybołowicze (biał. Прыбалавічы, Prybaławiczy; ros. Приболовичи, Pribołowiczi) – agromiasteczko na Białorusi, w obwodzie homelskim, w rejonie lelczyckim, w sielsowiecie Miłaszewicze, w pobliżu granicy z Ukrainą.

## Warunki naturalne
Prybołowicze położone są na skraju dużego kompleksu leśno-bagiennego, w pobliżu Bukczańskiego Rezerwatu Biologicznego. Dawniej leżały nad brzegiem jeziora Prybołowickiego, istniejącego jeszcze w okresie międzywojennym, do współczesnych czasów osuszonego.

## Historia
W XIX i w początkach XX w. położone były w Rosji, w guberni mińskiej, w powiecie mozyrskim, w gminie Tonież.
Po I wojnie światowej pod administracją polską, w Zarządzie Cywilnym Ziem Wschodnich, w okręgu brzeskim, w powiecie mozyrskim, w gminie Tonież.
W wyniku postanowień traktatu ryskiego znalazły się w granicach Związku Sowieckiego. Od 1991 w niepodległej Białorusi.